# Johnny Knox
Johnny Knox (født 3. november 1986 i Houston, Texas) er en tidligere amerikansk fodbold-spiller, der i tre sæsoner var wide Receiver for NFL-holdet Chicago Bears.